# Wilhelm Schwarzhaupt
Wilhelm Schwarzhaupt, né le 4 octobre 1871 à Schlüchtern et mort le 16 août 1961 à Königstein, est un homme politique.

## Biographie
Wilhelm Schwarzhaupt naît le 4 octobre 1871 à Schlüchtern,.
De 1921 à 1932, il fait partie du parlement prussien en tant que député du DVP, où il s'engage surtout dans la commission de politique scolaire.
Il est le père d'Elisabeth.
Wilhelm Schwarzhaupt meurt le 16 août 1961 à Königstein im Taunus.